# Bastien Chesaux
Bastien Chesaux (Belmont, 1991. november 2. –) svájci motorversenyző, legutóbb a spanyol Moto2-es bajnokságban versenyzett, de megfordult a MotoGP-ben és a Supersport-világbajnokságon is.

## Karrierje
A MotoGP-ben 2008-ban mutatkozott be, a 125-ösök között, ahol a szezon utolsó nyolc futamán indult. Pontot nem szerzett, legjobb eredménye egy huszonegyedik hely volt. 2009-re a negyedliteresek között kapott szerződést. A német nagydíjon megszerezte pályafutása első pontját, tizenötödik lett.
2010-et már a Supersport-világbajnokság tagjaként kezdte meg. A szezon nagy részén ott volt a rajtrácson, azonban átütő sikereket nem tudott elérni, mindössze néhány pontszerzést tudott felmutatni, akárcsak egy évvel később. 2012-ben és 2013-ban egyet visszalépve a Superstock-Európa-bajnokságba szerződött, ahol pályafutása legjobb összetett eredményét szerezte, 2014-ben negyedik lett.
Legutóbb a spanyol Moto2-es bajnokságban szerepelt, majd visszavonult.

## MotoGP-statisztikái
| Szezon   | Géposztály | Motor   | V  | Gy | D | Pole | L.kör | Pont | Poz. |
| -------- | ---------- | ------- | -- | -- | - | ---- | ----- | ---- | ---- |
| 2008     | 125 cm³    | Aprilia | 8  | 0  | 0 | 0    | 0     | 0    | HN   |
| 2009     | 250 cm³    | Aprilia | 16 | 0  | 0 | 0    | 0     | 3    | 26.  |
| Összesen |            |         | 24 | 0  | 0 | 0    | 0     | 3    |      |